# Lori Harrigan
Lori Harrigan, född den 5 september 1970 i Anaheim, är en amerikansk softbollspelare.
Hon tog OS-guld i samband med de olympiska softboll-turneringarna 2000 i Sydney.
Hon återupprepade denna bedrift fyra år senare i Aten.